# Pander & Zonen
La Nederlandse Fabriek van Vliegtuigen H. Pander & Zonen (in olandese Fabbrica di aerei olandese H. Pander e figlio), è stata un'azienda aeronautica olandese attiva negli anni venti e anni trenta del XX secolo, con una breve rinascita negli anni quaranta durante la seconda guerra mondiale.

## Storia
Harmen Pander, proprietario del mobilificio di famiglia risalente al XIX secolo, acquisì nel 1924 la struttura dell'azienda aeronautica Vliegtuig Industrie Holland (VIH) dopo il fallimento di quest'ultima, incluso lo staff tecnico guidato dall'ingegnere Theodorus Egbert Slot, chiamando la nuova azienda H. Pander & Zonen, riferendosi al figlio Henk, mantenendo quindi la stessa denominazione del mobilificio, che così era stato chiamato da suo padre Hendrick sin dagli ultimi anni dell'800.

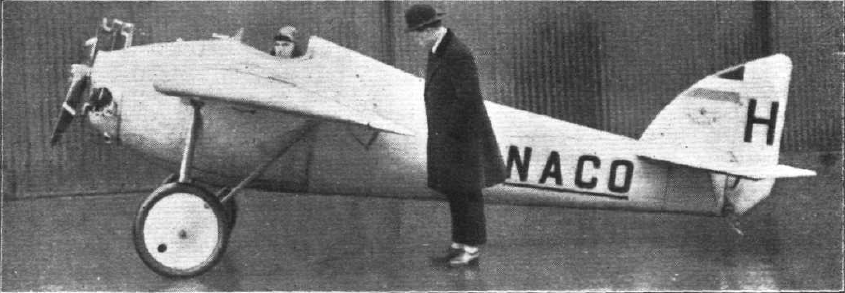
Il Pander D.

L'azienda, stabilitasi a L'Aia, inizialmente continuò la produzione di una versione aggiornata dell'ultimo aereo prodotto dalla VIH, lo Holland H.2, chiamata Pandef D. Ben presto questo velivolo venne sostituito da un nuovo modello progettato da Slot, il Pandef E, che divenne il modello più prodotto dalla ditta.
Dopo la visita dell'ingegner Alexander Lippisch, nel 1930 la Pander cominciò la produzione del primo aliante costruito nei Paesi Bassi, copia dello Zögling di Lippisch.
Dopo aver prodotto alcuni altri modelli in piccole quantità, il progetto più ambizioso della Pander fu infine il Pander S.4 Postjager, trimotore ideato per il trasporto postale veloce da Slot. La perdita del prototipo durante il raid Londra - Melbourne nel 1934 portò al fallimento dell'azienda, le cui strutture furono rilevate dal cantiere navale Koninklijke Maatschappij De Schelde (Reale Compagnia della Schelda) di Flessinga.

## Seconda guerra mondiale
Durante la seconda guerra mondiale Henk Pander, che era membro del Nationaal-Socialistische Beweging (NSB), il partito nazista dei Paesi Bassi, riuscì a far rinascere la sua azienda con capitali delle forze di occupazione. Furono così prodotte su licenza centinaia di alianti DFS SG 38 Schulgleiter per l'addestramento degli uomini del Nationalsozialistisches Fliegerkorps (NSFK), prima del loro arruolamento nella Luftwaffe. Dopo la guerra, Pander fu incarcerato e processato per collaborazionismo.

## Velivoli prodotti
Pander D (1924)

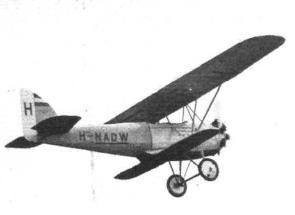
Il Pander E.

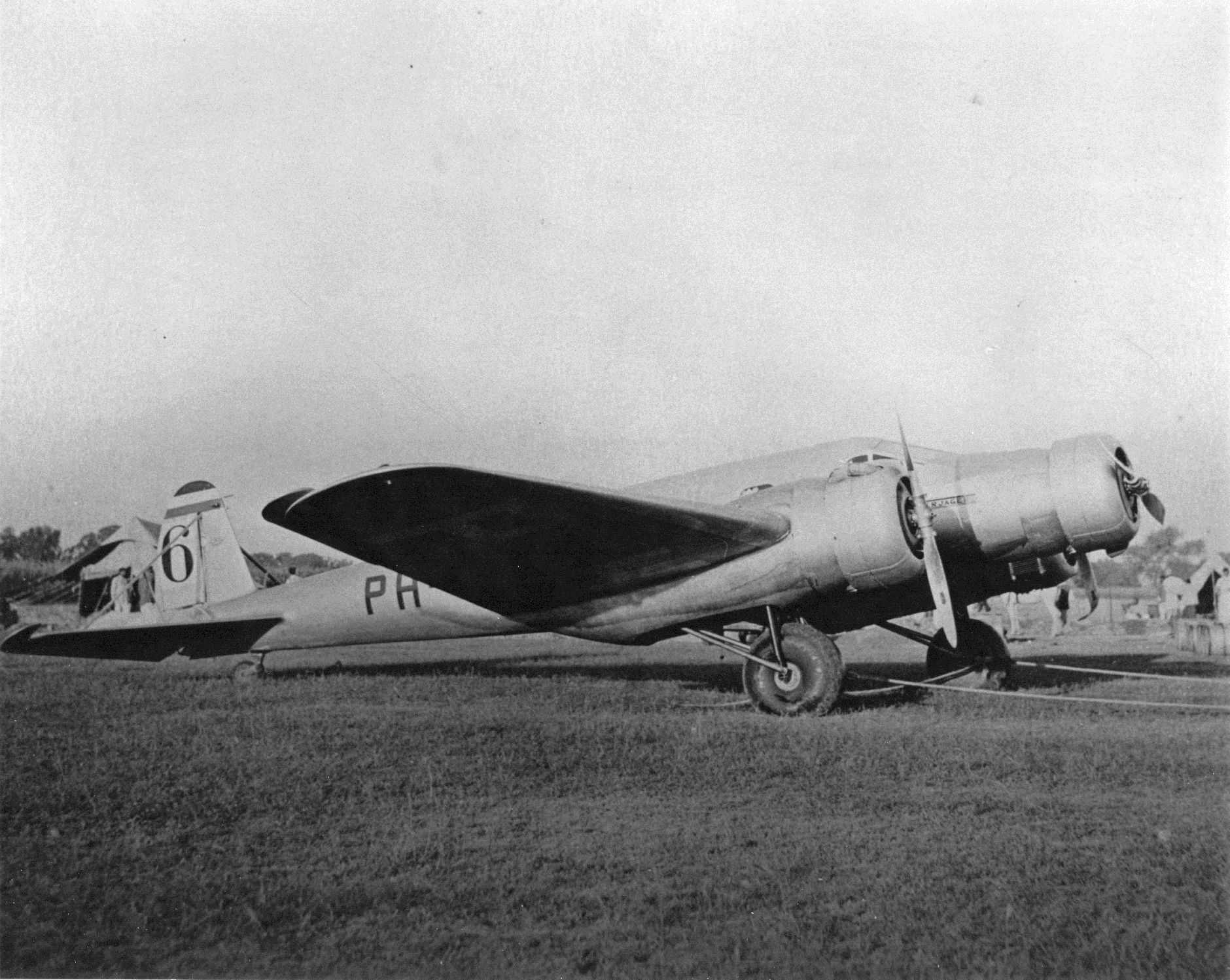
Il Pander S4 Postjäger.

- Addestratore monoplano monoposto e monomotore, versione migliorata del precedente Holland H.2, a sua volta una versione migliorata del Carley C.12. Sette esemplari costruiti per la Marine Luchtvaartdienst (MLD) e la LA-KNIL, divenuta in seguito Militaire Luchtvaart van het Koninklijk Nederlandsch-Indisch Leger (ML-KNIL).

Pander E od anche EG-100 (1926)
- Biplano monomotore da addestramento ad uno o due posti. Diciassette esemplari costruiti per la NLS, la scuola di aviazione dei Paesi Bassi. Un esemplare, soprannominato Adelaar (Aquila) compì nel 1932 un viaggio dai Paesi Bassi alle Indie orientali olandesi e ritorno.

Pander P-1/P-2 "Gypsy Pander" (1929)
- Aereo da competizione ad ala alta monomotore biposto. Solo due esemplari costruiti.

Pander PH-1 Zögling (1930)
- Il primo aliante costruito nei Paesi Bassi, copia dello Zögling di Alexander Lippisch. Una replica è esposta nel museo aeronautico olandese Nationaal Luchtvaart-Themapark Aviodrome.

Pander P-3 (1932)
- Monoplano ad ala alta monomotore ad uno o due posti, costruito in un unico esemplare.

Pander Multipro (1932)
- Monoplano ad ala alta monomotore a tre posti, costruito in tre esemplari.

Pander S-4 Postjäger (1933)
- Monoplano ad ala bassa trimotore a tre posti per il trasporto postale veloce. L'unico esemplare compì il volo inaugurale dai Paesi Bassi alle Indie orientali nel 1933, per poi andare distrutto nel 1934 durante il raid Londra - Melbourne, l'equipaggio rimase illeso. La perdita del velivolo causò il fallimento dell'azienda.